# Vladimír Svoboda (malíř)
Vladimír Svoboda (28. ledna 1937 Jiříkovice – 1. prosince 2023 Brno) byl český malíř. V 90. letech 20. století byl členem Rady České televize.

## Život
Vladimír Svoboda absolvoval gymnázium a Střední uměleckoprůmyslovou školu v Brně. Od konce 50. let pravidelně docházel do dílny bratří Heřmana a Karla Kotrbových v Brně na Petrově 5. Pro jeho výtvarné směřování měla práce v dílně, kde se podílel na restaurátorských pracích, zásadní význam. Využil Heřmanovy a Karlovy znalosti historických technologií, jejichž postupy aplikoval na svých často monumentálních poloreliéfních obrazech pracujících s technikou plavené křídy.
Ovlivněn surrealismem a fantaskním uměním si vytvořil osobitou malířskou poetiku, kterou rozvíjel nezávisle na proměnách výtvarné módy. Oporou mu byla charakteristická malířská technika, motivovaná úctou ke starým mistrům. Náměty jeho obrazů vycházely hlavně ze dvou inspiračních zdrojů. Byla to příroda se svými zákonitostmi a Bible. Domácí i zahraniční veřejnost znala jeho práce z četných výstav a jeho velkoformátové obrazy nacházely uplatnění v mnohých veřejných prostorách včetně sakrálních.
V letech 1993–1997 působil jako člen Rady České televize. Jeho manželkou byla politička Vlasta Svobodová.
V roce 2003 obdržel Cenu města Brna a v roce 2023 medaili Karla Kramáře, jejíhož předání se však už nedožil a převzal ji za něj jeho syn.
Žil a pracoval v Brně.

## Vyznamenání
- Medaile Karla Kramáře